# Forza Portogallo
Forza Portogallo (in portoghese: Força Portugal) è stata un'alleanza politica di centro-destra presentata in occasione delle elezioni europee del 2004 in Portogallo. Si trattava di una lista unitaria di cui facevano parte:
- Partito Social Democratico;
- Partito Popolare.

Le due liste erano accomunate dall'appartenenza allo stesso gruppo parlamentare europeo, il Partito Popolare Europeo.
Tuttavia, il risultato ottenuto dalla lista non fu ritenuto soddisfacente in quanto i due partiti promotori, separatamente, avevano ottenuto un maggiore successo elettorale nelle precedenti consultazioni popolari.